# Ha-Meliz
Ha-Meliz (deutsche Transkription; englische Transkription Ha-Melitz) war die erste hebräische Tageszeitung im Russischen Kaiserreich. Sie erschien von 1860 bis 1903 in Odessa und St. Petersburg, danach wurde die Zeitung eingestellt.

## Geschichte
1860 wurde die Zeitung von Alexander Zederbaum in Odessa als Wochenzeitung gegründet. Sie berichtete vor allem über politische und Alltagsneuigkeiten. 1862 veröffentlichte Abraham Goldfaden darin erste Gedichte. Seit 1863 erschien Kol mevaser als Beilage, dies war damit die erste jiddischsprachige Zeitung in Russland. Ab 1886 erschien Ha-Meliz täglich.
1871 musste die Redaktion nach Sankt Petersburg umziehen. Autoren wie Jehuda Leib Gordon, Mordechai Ehrenpreis und andere schrieben für sie. Nach den Pogromen von 1881 in Russland wandte sie sich zunehmend zionistischen Tendenzen zu.
Nach seiner Palästinareise von 1891 äußerte der Kulturzionist Achad Ha'am Kritik am zionistischen Siedlungsprojekt in Palästina, wobei er festhielt, dass das Land nicht „leer“ war. Die zionistischen Pioniere, die er angetroffen hatte, kritisierte er scharf für ihr Verhalten gegenüber der arabischen Bevölkerung.